# Roorback
Roorback – dziewiąty studyjny album długogrający brazylijskiej grupy metalowej Sepultura, wydany 26 maja 2003. Jest to pierwsza płyta zespołu nagrana dla niemieckiej wytwórni SPV GmbH.
Album promowały single "Mind War" i "Bullet the Blue Sky", do obu utworów powstały również wideoklipy. Roorback wydano również w limitowanej dwupłytowej edycji digipak, zawierającej również minialbum Revolusongs, wzbogacony o klip do "Bullet the Blue Sky".
Album dotarł do 17. miejsca listy Billboard Independent Albums w Stanach Zjednoczonych sprzedając się w nakładzie 4 tys. egzemplarzy w przeciągu tygodnia od dnia premiery. Płyta trafiła ponadto na listy przebojów w Niemczech, Szwajcarii, Wielkiej Brytanii oraz Francji.

## Lista utworów
Opracowano na podstawie materiału źródłowego.
| Nr  | Tytuł utworu                                      | Długość |
| --- | ------------------------------------------------- | ------- |
| 1.  | „Come Back Alive”                                 | 3:06    |
| 2.  | „Godless”                                         | 4:22    |
| 3.  | „Apes of God”                                     | 3:36    |
| 4.  | „More of the Same”                                | 3:59    |
| 5.  | „Urge”                                            | 3:17    |
| 6.  | „Corrupted”                                       | 2:33    |
| 7.  | „As It Is”                                        | 4:26    |
| 8.  | „Mind War”                                        | 3:00    |
| 9.  | „Leech”                                           | 2:24    |
| 10. | „The Rift”                                        | 2:57    |
| 11. | „Bottomed Out”                                    | 4:35    |
| 12. | „Activist”                                        | 1:54    |
| 13. | „Outro”                                           | 11:39   |
| 14. | „Bullet the Blue Sky” (cover U2, utwór dodatkowy) | 4:31    |
|     |                                                   | 56:19   |

| Bonus CD | Bonus CD                                                | Bonus CD |
| Nr       | Tytuł utworu                                            | Długość  |
| -------- | ------------------------------------------------------- | -------- |
| 1.       | „Messiah” (cover Hellhammer)                            | 3:27     |
| 2.       | „Angel” (cover Massive Attack)                          | 5:13     |
| 3.       | „Black Steel in the Hour of Chaos” (cover Public Enemy) | 4:02     |
| 4.       | „Mongoloid” (cover Devo)                                | 2:35     |
| 5.       | „Mountain Song” (cover Jane’s Addiction)                | 3:28     |
| 6.       | „Bullet the Blue Sky” (cover U2)                        | 4:34     |
| 7.       | „Piranha” (cover Exodus)                                | 3:39     |
| 8.       | „Bullet The Blue Sky” (teledysk)                        | 4:36     |
|          |                                                         | 31:34    |

## Twórcy
Opracowano na podstawie materiału źródłowego.
| Zespół Sepultura w składzie - Derrick Green – śpiew - Andreas Kisser – gitara - Paulo Jr. – gitara basowa - Igor Cavalera – perkusja |  | Inni - George Marino - mastering - Milky, Luciano Tarta, Leo Shogun - asystent inżyniera dźwięku - Steve Evetts - produkcja muzyczna, miksowanie, inżynieria dźwięku - Derek Hess, Jacob Bannon - oprawa graficzna |

## Notowania
| Lista                        | Kraj              | Pozycja |
| ---------------------------- | ----------------- | ------- |
| SNEP                         | Francja           | 77      |
| Media Control Charts         | Niemcy            | 46      |
| Billboard Independent Albums | Stany Zjednoczone | 17      |
| Schweizer Hitparade          | Szwajcaria        | 69      |
| UK Albums Chart              | Wielka Brytania   | 129     |